# Maria Berenice Duque Heckner
Maria Berenice Duque Heckner (ur. 14 sierpnia 1898 w Salamina jako Ana Julia Duque Heckner, zm. 25 lipca 1993 w Medellín) – kolumbijska zakonnica, założycielka Małych Sióstr Zwiastowania. Błogosławiona Kościoła katolickiego.

## Życiorys
Ana Julia Duque Heckner urodziła się 14 sierpnia 1898 w Salaminie w departamencie Caldas jako najstarsza z dziewiętnaściorga dzieci Antonia José Duque Botero i Any Berenice Heckner Rister (z pochodzenia Niemki). Pięcioro jej rodzeństwa wstąpiło do zakonu, jeden brat został księdzem, a trzy siostry zakonnicami; Elías został księdzem, a María, Lucila i Tulia zakonnicami. Duque została ochrzczona 16 sierpnia w parafii Niepokalanego Poczęcia w Salamina; 31 października 1902 roku przyjęła bierzmowanie z rąk biskupa Manizales Gregorio Nacianceno Hoyos, a 7 września 1907 roku przystąpiła do Pierwszej Komunii Świętej. Jej rodzice zapewnili jej początkową formację religijną i to od nich rozwinęła silne nabożeństwo do Matki Bożej, które zapoczątkowało jej znaną cechę częstego odmawiania różańca.
Duque wstąpiła później do swojej parafii jako katechetka i stała się częścią grupy maryjnej, która działała w parafii. Jednak trudności pojawiły się, gdy skończyła piętnaście lat, ponieważ jej rodzice wskazali, że nadszedł czas, aby rozważyć małżeństwo w niedalekiej przyszłości. Rodzice wskazali to również jej, ponieważ mieli nadzieję, że dzięki temu porzuci swoje pragnienia życia zakonnego, ponieważ była najstarsza, a część jej rodzeństwa wyrażała podobne zamiary. Duque odrzuciła ich próby i zamiast tego w listopadzie 1917 roku wstąpiła do klasztoru, a 20 grudnia 1917 roku zdecydowała się wstąpić do Sióstr Dominikanek Ofiarowania Pańskiego w Bogocie.
Duque wstąpiła do Sióstr Dominikanek Ofiarowania Pańskiego w listopadzie 1917 w Bogocie jako postulantka przed rozpoczęciem tam nowicjatu; po raz pierwszy przywdziała biały habit zakonny 26 lipca 1919. Następnie złożyła uroczystą profesję zakonną 21 listopada 1919 roku i przyjęła imię Maria Berenice. W ciągu następnych trzech dziesięcioleci pracowała jako wychowawczyni w kolegiach, najpierw w San Gíl i Ubaté, a następnie w Manizales (i czasami we Fredonii, która znajdowała się w pobliżu miasta) i w Rionegro. Pracowała również nad założeniem szkoły dla dziewcząt z biedniejszych rodzin i pochodzenia afrokolumbijskiego, które uczyła czytać i pisać, a także szkoliła je w zakresie katechizmu i prac domowych. Jednak tym, co przysporzyło jej wiele cierpienia, był fakt, że kobiety kolorowe nie mogły wstąpić do klasztoru z powodu dyskryminacji rasowej lub ze względu na ich słabą sytuację ekonomiczną. Duque zaczęła postrzegać ubogie kobiety jako wybrane przez Boga i kiedy założyła swój zakon, powitała je słowami: „Są ukrytymi skarbami Boga”. W 1930 roku udała się do Medellín, aby pracować jako asystentka w procesie formacyjnym dla tych, które dopiero co wstąpiły do życia zakonnego. W latach 1938–1942 zwiększyła swój apostolat wśród ubogich i często odwiedzała fabryki włókiennicze, aby uczyć ludzi katechizmu lub po prostu rozmawiać z robotnikami o Bogu i Ewangelii. W tym czasie odwiedzała również niebezpieczne dzielnice, które były znane jako schronienie dla przestępców i narkomanów, a także dla alkoholików i prostytutek, których starała się ewangelizować i nawracać z życia w grzechu. To właśnie w tych dzielnicach rozwinęła silne poczucie sprawiedliwości społecznej i potężny cel, by zaspokoić potrzeby tych, którzy znajdują się na społecznych peryferiach.
W latach 1962–1965 recenzowała dokumenty Soboru Watykańskiego II zachęcała do odnowy religijnej wśród sióstr poprzez studiowanie dokumentów. W 1967 zrezygnowała ze stanowiska przełożonej generalnej i kontynuowała swój apostolat w opiece nad chorymi pomimo własnej choroby i wysłała niektóre ze swoich sióstr do Rzymu na dalsze studia. Duque założył misjonarzy afro-kolumbijskich w dniu 15 sierpnia 1957 roku po tym, jak otrzymała szereg próśb od niektórych osób kolorowych z wybrzeża Kolumbii. Jej kadencja jako przełożonej generalnej doprowadziła do otwarcia domów w Ekwadorze i Peru, ale także przekroczyła granice międzynarodowe z domem otwartym w Hiszpanii. Instytut otrzymał papieski dekret pochwalny od papieża Piusa XII w dniu 25 marca 1958 roku.

## Śmierć
Jej choroba powróciła w latach siedemdziesiątych i była łagodna, aż do momentu, gdy została przykuta do łóżka. Ta długa choroba doprowadziła do jej śmierci w Medellín 25 lipca 1993 roku o godz. 14.20. Biskup emerytowany Santa Rosa de Osos Joaquín García Ordóñez przewodniczył jej pogrzebowi 28 lipca z arcybiskupem Medellín Héctorem Ruedą Hernándezem jako koncelebransem. Jej zgromadzenie po śmierci nadal się rozwijało i obecnie jest założone w piętnastu różnych krajach (m.in. na Filipinach i Wybrzeżu Kości Słoniowej) na całym świecie, tak jak kiedyś miała nadzieję. Jej szczątki znajdują się w domu macierzystym zakonu w Medellín.

## Beatyfikacja zakonnicy
Proces beatyfikacyjny zakonnicy rozpoczął się 12 października 1998. 12 lutego 2019 papież Franciszek podpisał dekret o heroiczności cnót i odtąd przysługuje jej tytuł Czcigodnej Służebnicy Bożej, zaś 13 października 2021 roku podpisał dekret uznający cud za wstawiennictwem kolumbijskiej zakonnicy, co otwiera drogę do jej beatyfikacji.
29 października 2022 podczas eucharystii w katedrze metropolitalnej pw. Niepokalanego Poczęcia Maryi w kolumbijski Medellín miał miejsce uroczysty obrzęd, podczas którego kard. Marcello Semeraro w imieniu papieża Franciszka beatyfikował Marię Berenice wpisując ją w poczet błogosławionych Kościoła katolickiego.